# Intercontinental Le Mans Cup
L'Intercontinental Le Mans Cup était un championnat d'endurance lancé par l’Automobile Club de l'Ouest en 2010 pour fédérer les différentes compétitions basées sur les réglementations des 24 Heures du Mans. Le championnat ne fut couru que deux saisons. En 2012, l'ACO organise conjointement avec la Fédération internationale de l'automobile un nouveau championnat du monde d’endurance remplaçant l'Intercontinental Le Mans Cup. Peugeot remporta 9 des 10 courses organisées au cours de ces deux saisons. 

## Contexte
Après la création des American Le Mans Series en 1999 et des Le Mans Series en 2004, l’Automobile Club de l'Ouest met en place en 2009 les Asian Le Mans Series et annonce en fin d’année la naissance d’un nouveau championnat intercontinental regroupant les plus prestigieuses courses des trois championnats autour des 24 Heures du Mans .
Alors que seule la catégorie LMP1 était concernée au démarrage du projet, il a été annoncé en mars 2010 que le championnat était étendu à la catégorie LMGT2. Les classements qui récompensent ce championnat sont décernés d'une part aux écuries et d'autre part aux constructeurs mais aucun titre n'est décerné aux pilotes.
L’édition 2010 se résumera à trois épreuves :
- Petit Le Mans (American Le Mans Series)
- 1 000 kilomètres de Silverstone (Le Mans Series)
- 1 000 kilomètres de Zhuhai (Asian Le Mans Series)

En 2011 la coupe se disputera sur 7 épreuves dans trois continents (Europe, Amérique du Nord et Asie) en incluant les 24 Heures du Mans et d’autres courses prestigieuses ,:
- 12 Heures de Sebring (American Le Mans Series)
- 1 000 kilomètres de Spa (Le Mans Series)
- 24 Heures du Mans
- 6 Heures d'Imola (Le Mans Series)
- 6 Heures de Silverstone (Le Mans Series)
- Petit Le Mans (American Le Mans Series)
- 6 Heures de Zhuhai (Asian Le Mans Series)[5]

La dernière course, les 6 Heures de Zhuhai, a été annoncée plus tardivement, elle est de nouveau la finale de l'épreuve et compte également pour les Asian Le Mans Series. Les 1 000 kilomètres de Fuji ont été évoqués comme une manche possible mais l'épreuve n'est pas retenue pour 2011. Les points marqués lors des 24 Heures du Mans comptent le double des points marqués dans les autres épreuves.
En prélude aux 24 Heures du Mans 2011, l'ACO et la FIA annonce la création du Championnat du monde d'endurance FIA à partir de 2012. L'Intercontinental Le Mans Cup disparaît et sert de base à ce nouveau championnat du monde qui intègre les 24 Heures du Mans.

## Palmarès
| Saison | Saison       | LMP1                | LMP2              | GTE Pro                | GTE Am                      |
| ------ | ------------ | ------------------- | ----------------- | ---------------------- | --------------------------- |
| 2011   | Équipe       | Peugeot Sport Total | Signatech Nissan  | AF Corse               | Larbre Compétition          |
| 2011   | Constructeur | Peugeot             |                   | Ferrari                |                             |
| 2011   | Voiture      | Peugeot 908         | Oreca 03-Nissan   | Ferrari 458 Italia GT2 | Chevrolet Corvette C6.R ZR1 |
|        |              |                     |                   |                        |                             |
| Saison | Saison       | LMP1                | LMP2              | GT1                    | GT2                         |
| 2010   | Équipe       | Team Peugeot Total  | Oak Racing        | Larbre Compétition     | Team Felbermayr Proton      |
| 2010   | Constructeur | Peugeot             |                   |                        | Ferrari                     |
| 2010   | Voiture      | Peugeot 908 HDi FAP | Pescarolo 01-Judd | Saleen S7-R            | Ferrari F430 GTC            |

### Note
1. ↑  Ferrari remporte le titre constructeur grâce aux victoires de AF Corse à Silverstone et de Risi Competizione au Petit Le Mans, alors que l'écurie qui marque le plus de points est le Team Felbermayr-Proton.